# The Free Dictionary
The Free Dictionary è un vocabolario e dizionario enciclopedico consultabile in quindici lingue differenti, che comprende acronimi, termini del gergo giuridico, medico e finanziario.
Il sito è un aggregatore di numerose risorse del web non sommerso, mediante una navigazione a schede. Le risorse web, fra cui Wikipedia, sono escluse dai motori di ricerca tramite specifiche istruzioni di codice, in modo tale che i risultati delle ricerche mostrino le pagine di Free Dictionary.

## Funzionalità
Fra le fonti utilizzate da Free Dictionary si ricordano: The American Heritage Dictionary of the English Language (AHD) (Houghton Mifflin, Boston, 1969, prima edizione), la Columbia Encyclopedia, la Computer Desktop Encyclopedia, la Hutchinson Encyclopedia (previa iscrizione), l'intera base di conoscenza del sito Acronym Finder (dominio di tipo .com).
Al 2018, il sito aggrega oltre 120 pubblicazioni cartacee con relativa versione Internet, protette da diritto d'autore ed aggiornate agli anni 2000 e seguenti.
Per ogni voce sono illustrate: la pronuncia (mediante alfabeto fonetico e sintesi vocale), l'origine della parola, significati con esempi tratti sia dalla lingua parlata che dalla letteratura, le traduzioni nella lingua prescelta. È inoltre presente la funzione Thesaurus che collega la voce cercata ad altre voci in base alla somiglianza di significato, creando una mappa concettuale, che è presentata nella forma di un grafo navigabile.
Le voci provenienti dalla medesima risorsa (ad esempio due parole inglesi del dizionario Collins) sono tra loro collegate mediante collegamenti ipertestuali, generati automaticamente dall'aggregatore.

Le fonti per una medesima voce (ad esempio i vocabolari in lingua inglese, per la parola "house") sono presentate in sequenza, senza essere integrate in un prospetto di sintesi con relative citazioni della fonti primarie, che possano evidenziare molteplici attestazioni di un significato, o eventuali differenze fra i vocabolari.

## Titolare del sito
TheFreeDiciotnary.com è un sito web proprietario i cui contenuti sono a scopo informativo e tutelati dal diritto d'autore.
Il sito è gestito dalla società Farlex Inc., con sede ad Huntingdon Valley (in Pennsylvania).
La Farlex è proprietaria anche di definition-of.com, un dizionario Internet dei termini slang.
A Farlex appartiene altresì TheFreeLibrary.com, una biblioteca multimediale che dopo quindici anni di attività al 2018 cataloga oltre trenta milioni di titoli, fra articoli di numerosi periodici e libri di letteratura nel pubblico dominio. Per ogni numero dei vari periodici sono di volta in volta selezionati i principali articoli.
I contenuti sono indicizzati a partire dal 1984, collegando la versione originale della risorsa, quando questa è presente su Internet. La ricerca degli articoli può essere effettuata per titolo, autore, data o soggetto tematico.

Il sito è integrato con le definizioni di Free Dictionary, di cui presenta una veste grafica simile per diversi aspetti.

## Estensioni
Fra le estensioni vi sono una barra degli strumenti integrabile nel browser e l'app per dispositivi mobili. Il sito consente di lanciare la ricerca anche su altri motori come Google e Bing.
È possibile effettuare una ricerca per parole chiave  Starts With ("Inizia con"), Ends With ("Finisce con"), mentre inserendole tra doppie virgolette viene effettuata una ricerca semantica che restituisce articoli e voci non necessariamente contenenti i parametri di partenza. 

Quest'ultima funzionalità è disponibile in lingua inglese, non in quella italiana